# 生之欲 (2022年电影)
《生之欲》（英語：Living）是2022年上映的英国剧情片，改编自日本导演黑泽明1952年同名电影，由奥利佛·赫曼努斯执导，石黑一雄编剧。影片故事发生在1953年的伦敦，讲述癌症晚期的公务员（比·乃爾飾演）走完人生最后旅程的经历。
电影于2022年1月21日在圣丹斯电影节首映，同年11月4日由狮门英国发行。电影获得影评人一致好评，其中主演乃尔的表演获得高度认可。在第95届奥斯卡金像奖上，电影获得最佳男主角和最佳改编剧本两项提名。

## 剧情
故事发生在1953年夏天的伦敦，罗德尼·威廉姆斯是伦敦郡议会公共事业部高级官员，日常工作就是处理繁冗的文书工作，毫无创造价值。时值第二次世界大战结束，当地留下了许多战争遗留下来的炸弹废墟，由史密斯女士率领的女性到议会请愿，希望把其中一个废墟改建成儿童游乐场。她们逐个部门提交请愿书，但就是没有回音。威廉姆斯收到请愿书，直接把它扔进文件堆，下属一看就知道威廉姆斯无意采取后续行动。
威廉姆斯被诊断出癌症末期，壽命只剩半年左右，但没有告訴儿子迈克尔和儿媳菲欧娜，而是把半数存款取出来，買了一大堆安眠药，计划到海滨度假村自杀。然而他不甘心就这么死了，便把安眠药给了在餐厅碰到的失眠作家萨瑟兰。萨瑟兰被威廉姆斯的经历深深打动，决定深入了解，于是晚上带威廉姆斯去镇上逍遙，威廉姆斯在镇上把自己经常戴的博勒帽换成了特里比帽。在酒吧，威廉姆斯唱起小时候听过的苏格兰民谣《罗文树》（"The Rowan Tree"）。
回到伦敦，威廉姆斯没有立马投入工作，而是去找前同事哈里斯小姐。威廉姆斯离开的时候，哈里斯小姐在餐厅找了一份工作。好事的邻居发现威廉姆斯和哈里斯同桌吃饭，便把事情告诉给迈克尔，希望迈克尔和威廉姆斯说说这件事。与此同时，威廉姆斯也想把自己的病情告诉给迈克尔，但是两个人都不知从何谈起。
随着病情日渐恶化，威廉姆斯与哈里斯共处的时间越来越多。哈里斯覺得兩人的關係不妥，威廉姆斯最後坦白自己受到哈里斯的生命熱情所吸引，希望自己死前也能这样活過一回。威廉姆斯意识到余下的时间最好用来做善事，于是就把部门所有人召集起来，说要给孩子们建游乐场。力排众议之下，威廉姆斯成功推动游乐场的建设，但他在冬天時就過世，没能亲眼看到游乐场落成。葬礼当天，威廉姆斯生前帮过的人都前来参加，迈克尔猜到威廉姆斯把病情讲给哈里斯听了，没有和自己说。
在威廉姆斯善举的鼓舞下，同事们承诺要以他为榜樣，然而没过多久就故態復萌。威廉姆斯确诊癌症前不久加入公共事业部的魏克林读了威廉姆斯给他的信，信中威廉姆斯建议他在沮丧的时候去游乐场逛逛。来到游乐场，一位警察告诉魏克林，说自己在威廉姆斯去世前见过他，当时他在雪地里荡秋千，还唱着《罗文树》。现在回想起来，警察深感愧疚，觉得不应该让身子虚弱的威廉姆斯坐在冰天雪地裡。魏克林安慰警察，表示那是威廉姆斯一生中最快乐的时刻。

## 演员
- 比·乃爾 饰 罗德尼·威廉姆斯（Mr. Rodney Williams）
- 艾米·盧·伍德 饰 玛格丽特·哈里斯（Miss Margaret Harris）
- 亚历克斯·夏普（英语：Alex Sharp） 饰 彼得·魏克林（Mr. Peter Wakeling）
- 湯姆·伯克 饰 萨瑟兰（Mr. Sutherland）
- 阿德里安·罗林斯（英语：Adrian Rawlins） 饰 米德尔顿（Mr. Middleton）
- 休伯特·伯顿（Hubert Burton）饰 罗斯布里杰（Mr. Rusbridger）
- 奧利佛·克里斯 饰 哈特（Mr. Hart）
- 迈克尔·科克伦（英语：Michael Cochrane） 饰 詹姆斯爵士（Sir James）
- 阿南特·瓦曼（Anant Varman）饰 辛格（Mr. Singh）
- 佐伊·博伊尔（英语：Zoe Boyle） 饰 麦克马斯特（Mrs. McMasters）
- 莉娅·威廉姆斯（英语：Lia Williams） 饰 史密斯（Mrs. Smith）
- 杰西卡·弗洛德（Jessica Flood）饰 波特（Mrs. Porter）
- 帕齐·费兰（英语：Patsy Ferran） 饰 菲欧娜·威廉姆斯（Fiona Williams）
- 巴尼·菲什维克（Barney Fishwick）饰 迈克尔·威廉姆斯（Michael Williams）
- 尼古拉·麦考利夫（英语：Nichola McAuliffe） 饰 布莱克（Mrs. Blake）

## 制作
2020年10月，消息指诺贝尔文学奖得主石黑一雄出任编剧，比·乃爾和艾米·盧·伍德主演。同年12月，狮门英国买下电影英国发行权。2021年6月，主体拍摄在英国启动，夏普和伯克加盟剧组，首批剧照公布。日本原版发行商東寶买下日本发行权。倫敦郡會堂为电影主要取景地，其艺术慈善基金会参与了电影的融资。

## 发行
2022年1月，电影于圣丹斯电影节首映，索尼经典电影买下北美、拉美、印度、斯堪的纳维亚、东欧、德国、南非、东南亚及全球航空公司的发行权。2022年10月，电影于倫敦影展放映。2022年11月6日，电影于美国电影学会电影节放映。电影于2022年11月4日在英国上映，2022年12月23日在美国有限上映。

## 反响
汇总媒体烂番茄根据189条评论打出96%的新鲜度，平均得分8/10。网站共识写道：“《生之欲》以高标准重制了黑泽明的经典作品，导演奥利弗·赫曼努斯和主演比尔·奈尔让其成为成功之作。”Metacritic根据40条评论打出81/100的平均分，表示“普遍好评”。

### 奖项
| 大奖                        | 典礼日期       | 奖项                 | 提名                                                    | 结果  | 参考资料      |
| --------------------------- | -------------- | -------------------- | ------------------------------------------------------- | ----- | ------------- |
| 好莱坞音乐媒体奖            | 2022年11月16日 | 最佳独立电影原创配乐 | 埃米莉·莱维埃纳兹-法鲁赫                                | 獲獎  | [ 11 ]        |
| 英国独立电影奖              | 2022年12月4日  | 最佳獨立英國影片     | 奥利弗·赫曼努斯、石黑一雄、斯蒂芬·伍利、伊丽莎白·卡尔森 | 提名  | [ 12 ] [ 13 ] |
| 英国独立电影奖              | 2022年12月4日  | 最佳导演             | 奥利弗·赫曼努斯                                         | 提名  | [ 12 ] [ 13 ] |
| 英国独立电影奖              | 2022年12月4日  | 最佳主角表演         | 比·乃爾                                                 | 提名  | [ 12 ] [ 13 ] |
| 英国独立电影奖              | 2022年12月4日  | 最佳配角表演         | 艾米·盧·伍德                                            | 提名  | [ 12 ] [ 13 ] |
| 英国独立电影奖              | 2022年12月4日  | 最佳剧本             | 石黑一雄                                                | 提名  | [ 12 ] [ 13 ] |
| 英国独立电影奖              | 2022年12月4日  | 最佳选角             | 凯琳·克劳福德（Kahleen Crawford）                       | 提名  | [ 12 ] [ 13 ] |
| 英国独立电影奖              | 2022年12月4日  | 最佳服装设计         | 桑迪·鲍威尔                                             | 提名  | [ 12 ] [ 13 ] |
| 英国独立电影奖              | 2022年12月4日  | 最佳音乐监督         | 鲁珀特·霍利尔（Rupert Hollier）                         | 提名  | [ 12 ] [ 13 ] |
| 英国独立电影奖              | 2022年12月4日  | 最佳制作设计         | 海伦·斯科特（Helen Scott）                              | 獲獎  | [ 12 ] [ 13 ] |
| 國家評論協會奖              | 2022年12月8日  | 年度十佳独立电影     | 《生之欲》                                              | 獲獎  | [ 14 ]        |
| 洛杉磯影評人協會奖          | 2022年12月11日 | 最佳主角表演         | 比尔·奈尔                                               | 獲獎  | [ 15 ]        |
| 芝加哥影评人协会奖          | 2022年12月14日 | 最佳男主角           | 比尔·奈尔                                               | 提名  | [ 16 ]        |
| 达拉斯—沃斯堡影评人协会奖   | 2022年12月19日 | 最佳男主角           | 比尔·奈尔                                               | 第4名 | [ 17 ]        |
| 女性电影记者联盟            | 2023年1月5日   | 最佳男主角           | 比尔·奈尔                                               | 提名  | [ 18 ]        |
| 國家影評人協會奖            | 2023年1月7日   | 最佳男主角           | 比尔·奈尔                                               | 第3名 | [ 19 ]        |
| 舊金山灣區影評人協會奖      | 2023年1月9日   | 最佳男主角           | 比尔·奈尔                                               | 提名  | [ 20 ]        |
| 舊金山灣區影評人協會奖      | 2023年1月9日   | 最佳改编剧本         | 石黑一雄                                                | 提名  | [ 20 ]        |
| Gold HouseGold List黃金名單 | 2023年1月10日  | 最佳改編劇本獎       | 《生之欲》                                              | 獲獎  | [ 21 ]        |
| 金球獎                      | 2023年1月10日  | 剧情类电影最佳男主角 | 比尔·奈尔                                               | 提名  | [ 22 ]        |
| 评论家选择电影奖            | 2023年1月15日  | 最佳男主角           | 比尔·奈尔                                               | 提名  | [ 23 ]        |
| 评论家选择电影奖            | 2023年1月15日  | 最佳改编剧本         | 石黑一雄                                                | 提名  | [ 23 ]        |
| 在线影评人协会奖            | 2023年1月23日  | 最佳男主角           | 比尔·奈尔                                               | 提名  | [ 24 ]        |
| 伦敦影评人协会奖            | 2023年2月5日   | 年度电影             | 《生之欲》                                              | 提名  | [ 25 ]        |
| 伦敦影评人协会奖            | 2023年2月5日   | 年度英国/爱尔兰电影  | 《生之欲》                                              | 提名  | [ 25 ]        |
| 伦敦影评人协会奖            | 2023年2月5日   | 年度男主角           | 比尔·奈尔                                               | 提名  | [ 25 ]        |
| 伦敦影评人协会奖            | 2023年2月5日   | 年度英国演员         | 比尔·奈尔                                               | 獲獎  | [ 25 ]        |
| 英国电影学院奖              | 2023年2月19日  | 最佳男主角           | 比尔·奈尔                                               | 提名  | [ 26 ]        |
| 英国电影学院奖              | 2023年2月19日  | 最佳改编剧本         | 石黑一雄                                                | 提名  | [ 26 ]        |
| 英国电影学院奖              | 2023年2月19日  | 最佳英国电影         | 奥利弗·赫曼努斯、伊丽莎白·卡尔森、斯蒂芬·伍利、石黑一雄 | 提名  | [ 26 ]        |
| 卫星奖                      | 2023年3月3日   | 最佳剧情类电影       | 《生之欲》                                              | 提名  | [ 27 ]        |
| 卫星奖                      | 2023年3月3日   | 最佳剧情类男主角     | 比尔·奈尔                                               | 提名  | [ 27 ]        |
| 卫星奖                      | 2023年3月3日   | 最佳改编剧本         | 石黑一雄                                                | 提名  | [ 27 ]        |
| 卫星奖                      | 2023年3月3日   | 最佳服装设计         | 桑迪·鲍威尔                                             | 提名  | [ 27 ]        |
| 南加州大学编剧奖            | 2023年3月4日   | 最佳电影改编剧本     | 石黑一雄                                                | 提名  | [ 28 ]        |
| 奥斯卡金像奖                | 2023年3月12日  | 最佳男主角           | 比尔·奈尔                                               | 提名  | [ 29 ]        |
| 奥斯卡金像奖                | 2023年3月12日  | 最佳改編劇本         | 石黑一雄                                                | 提名  | [ 29 ]        |